# Liste de barrages en Colombie
Cet article est une liste des barrages hydroélectriques de Colombie.
| Nom                    | Année de construction | Fleuve         | Hauteur (m) | Retenue           |
| ---------------------- | --------------------- | -------------- | ----------- | ----------------- |
| Barrage de Salvajina   | 1986                  | Río Cauca      | 154         | Lac del Salvajina |
| Barrage de Golillas    | 1978                  |                | 127         |                   |
| Barrage El Pescador    | 2002                  |                | 42,5        |                   |
| Barrage Andaquí        | 1997                  | Río Caquetá    | 206         |                   |
| Barrage Alpamarca      | 2001                  |                | 95          |                   |
| Barrage Sogamoso       | 1996                  |                | 191         |                   |
| Barrage El Quimbo      | 1997                  |                | 154         |                   |
| Barrage Porce III      | 1997                  |                | 140         |                   |
| Barrage La Esmeralda   | 1976                  |                | 237         | Lac de Chivor     |
| Barrage Calima         | 1964                  |                | 115         | Lac Calima        |
| Barrage Alberto Lleras | 1992                  | Río Guavio     | 243         | Lac del Guavio    |
| Barrage Chisacá        | 1990                  | Río Tunjuelito | 40,5        | Lac Chisaca       |
| Barrage La Copa        | 1991                  |                | 34          | Lac La Copa       |
| Barrage La Regadera    | 1997                  | Río Tunjuelito | 37          | Lac La Regardera  |
| Barrage El Hato        | 1993                  | Río Ubaté      | 35          |                   |
| Barrage La Playa       | 1999                  |                | 90          |                   |
| Barrage Guaicaramo     | 1983                  |                | 230         |                   |
| Barrage Valdivia       | 1984                  |                | 235         |                   |
| Barrage Cañafisto      | 1986                  |                | 110         |                   |
| Barrage San Rafael     | 1996                  |                | 60          | Lac San Rafael    |
| Barrage Sesquilé       | 1962                  |                | 42          |                   |
| Barrage Miel I         | 2002                  |                | 188         |                   |
| Barrage Miel II        | 1992                  |                | 141         |                   |
| Barrage Guarinó        | 1992                  |                | 71,5        |                   |
| Barrage Tunjita        | 1982                  |                | 23          |                   |
| Barrage Río Negro      | 1982                  | Río Negro      | 20          |                   |